# Pomponius Flaccus
Pomponius Flaccus was in 19 n.Chr. aangesteld door Tiberius om zich bezig te houden met de administratie van Moesia, en om actie te ondernemen tegen koning Rhascupolis, die Cotys had gedood, zijn broer en collega in het koninkrijk. 
Velleius Paterculus prees hem ten zeerste en zei dat hij "een man geboren voor alles van deze [taken] die op de juiste wijzen te doen zijn, en die steeds eenvoudigweg zijn moed waard was, niet naar "glorie" strevend" was. Hij was  een jeugdvriend van Tiberius, met wie hij ooit een nacht en twee dagen doorbracht met ononderbroken drinken.
Hij stierf in 34, als propraetor van Syria, waar hij vele jaren verbleef. Velleius Paterculus noemt hem van consulaire rang. Sommige auteurs zijn de mening toegedaan dat het dezelfde persoon zou zijn als Lucius Pomponius Flaccus, maar deze visie is onverenigbaar met de chronologie.
Zijn broer was Publius Pomponius Graecinus, de vader of grootvader van Pomponia Graecina.

## Referentie
- L. Schmitz, art. Flaccus, Pomponius (2), in W. Smith (ed), A dictionary of Greek and Roman biography and mythology, II, Londen, 1873, pp. 156-157.